# Macropygia mackinlayi
Macropygia mackinlayi е вид птица от семейство Гълъбови (Columbidae).

## Разпространение
Видът е разпространен във Вануату, Папуа Нова Гвинея и Соломоновите острови.